# Saison 5 d'Alerte Cobra
Chronologie
Saison 4 Saison 6
Cet article présente le guide des épisodes la cinquième saison de la série télévisée Alerte Cobra.

## Distribution

### Acteurs principaux
- Erdoğan Atalay : Sami Gerçan (inspecteur)
- Mark Keller : André Fux (inspecteur)

### Acteurs récurrents
- Charlotte Schwab : Anna Angalbert (chef de service)
- Carina Wiese : Andréa Schäffer (secrétaire)
- Dietmar Huhn : Henri Granberger (brigadier)
- Gottfried Vollmer : Boris Bonrath (brigadier)
- Siggi H : Siggi Müller (brigadier)
- Irmelin Beringer : Jeannette (propriétaire d'un bar-restaurant) - épisodes 32 et 34.

## Diffusion
En Allemagne, la saison a été diffusée du 1er octobre 1998 au 19 novembre 1998, sur RTL Television.
En France, la saison a été diffusée du 29 mars 1999 au 15 juin 1999 sur TF1. À noter que TF1 diffusait aléatoirement les épisodes.

## Épisodes

### Épisode 1:Le Leopard fou
- Allemagne : 1er octobre 1998 sur RTL Television
- France : 31 mai 1999 sur TF1

### Épisode 2:La dernière chance
- Allemagne : 8 octobre 1998 sur RTL Television
- France : 1er juin 1999 sur TF1

### Épisode 3:Sables mouvants
- Allemagne : 15 octobre 1998 sur RTL Television
- France : 10 juin 1999 sur TF1

### Épisode 4:Dans la ligne de mire
- Allemagne : 22 octobre 1998 sur RTL Television
- France : 15 juin 1999 sur TF1

### Épisode 5:Un enfant disparaît
- Allemagne : 29 octobre 1998 sur RTL Television
- France : 8 juin 1999 sur TF1

### Épisode 6:L'auto-stoppeuse
- Allemagne : 5 novembre 1998 sur RTL Television
- France : 3 juin 1999 sur TF1

### Épisode 7:Témoignage
- Allemagne : 12 novembre 1998 sur RTL Television
- France : 7 juin 1999 sur TF1

### Épisode 8:Le joker
- Allemagne : 19 novembre 1998 sur RTL Television
- France : 14 juin 1999 sur TF1